# Nathaniël Maxuilili
Immanuel Gottlieb Nathaniël Maxuilili (* 10. Oktober 1927 in Tsumeb, Südwestafrika; † 23. Juni 1999 bei Walvis Bay) war ein namibischer Politiker der SWAPO und Freiheitskämpfer im Unabhängigkeitskrieg. Von 1989 bis 1990 war er Mitglied der Verfassunggebenden Versammlung Namibias.
Maxuilili wurde am 7. September 1966 mit zahlreichen weiteren Aktivisten, darunter Andimba Toivo ya Toivo, verhaftet und zu fünf Jahren Haft verurteilt. Er lebte von 1977 bis 1985 unter Hausarrest in Walvis Bay. Maxuilili hatte in den 1990er Jahren zahlreiche Vizeministerposten inne. Er starb in einem Krankenwagen, der ihn zum Walvis Bay International Airport bringen sollte, als dieser in einen Frontalzusammenstoß verwickelt wurde.
Maxuilili wurde postum unter anderem mit einem Straßennamen in Swakopmund (Stadtviertel Central) und der Benennung eines Patrouillenschiffes des Ministeriums für Fischerei und Meeresressourcen, der Nathaniël Maxuilili, geehrt. Seit 23. Juni 2000 befindet sich an seinem Todesort ein Denkmal.